# Metro w Rennes
Metro w Rennes (fr. métro de Rennes) – system metra typu VAL (automatyczne lekkie pojazdy – véhicule automatique léger) działający w aglomeracji Rennes we Francji, otwarty 15 marca 2002. Sieć składa się z dwóch linii o łącznej długości 21,96 km (23,50 km licząc odcinki techniczne niedostępne dla pasażerów) i trzydziestu stacji (w tym dwóch przesiadkowych).
Metro jest obsługiwane poprzez 55 autonomicznych (tj. automatycznych, bez ingerencji i potrzeby maszynisty) pociągów, na które składają się 2 człony każdy, ważące 28 ton i mające 26 m długości. Każdy pociąg może pomieścić ok. 150 pasażerów, jeżdżąc ze średnią prędkością 32 km/h. Pociągi kursują od godziny 5:20 rano do 0:40 w nocy, z maksymalną częstotliwością co 90 sekund. Wszystkie przystanki wyposażone są w automatyczne drzwi peronowe.
Rennes jest najmniejszym miastem na świecie mającym dwie linie metra.

## Linie
| Symbol | Stacje końcowe                            | Data otwarcia | Długość (km) | Liczba stacji | Czas przejazdu (min) | System prowadzenia ruchu | Tabor                                                                    |
| ------ | ----------------------------------------- | ------------- | ------------ | ------------- | -------------------- | ------------------------ | ------------------------------------------------------------------------ |
|        | J.F. Kennedy ↔︎ La Poterie                 | 2002          | 8,56         | 15            | 17                   | Siemens VAL              | 30 dwuwagonowych składów VAL (16 VAL 208 + 8 VAL 208 NG + 6 VAL 208 NG2) |
|        | Saint-Jacques – Gaîté ↔︎ Cesson – Viasilva | 2022          | 13,4         | 15            | 22                   | Siemens Cityval          | 25 dwuwagonowych składów Cityval                                         |

### Linia a
| #  | Nazwa                  | Czas przejazdu (min) | Typ stacji        | Projektant                                                      | Dzielnica                                     | Otwarcie |
| -- | ---------------------- | -------------------- | ----------------- | --------------------------------------------------------------- | --------------------------------------------- | -------- |
| 1  | J.F. Kennedy           | 0                    | Podziemna płytka  | Manuelle Gautrand                                               | Villejean – Beauregard                        | 2002     |
| 2  | Villejean – Université | 1                    | Podziemna płytka  | Manuelle Gautrand                                               | Villejean – Beauregard                        | 2002     |
| 3  | Pontchaillou           | 3                    | Wiadukt           | Joël Yves Gautier                                               | Villejean – Beauregard                        | 2002     |
| 4  | Anatole France         | 4                    | Podziemna głęboka | Pierre i Pascal Prunet                                          | Bourg-l'Évesque – la Touche – Moulin du Comte | 2002     |
| 5  | Sainte-Anne            | 5                    | Podziemna głęboka | Martine Weissmann, Jean Léonard                                 | Centre                                        | 2002     |
| 6  | République             | 6                    | Podziemna głęboka | Pierre i Pascal Prunet                                          | Centre                                        | 2002     |
| 7  | Charles de Gaulle      | 7                    | Podziemna głęboka | Laurent Gouyou-Beauchamps, Pierre Bolze, Simon Rodriguez-Pages  | Centre                                        | 2002     |
| 8  | Gares                  | 8                    | Podziemna głęboka | Thierry Le Berre, Jean-Luc Le Trionnaire                        | Thabor – Saint-Hélier – Alphonse Guérin       | 2002     |
| 9  | Jacques Cartier        | 10                   | Podziemna głęboka | Philippe Lair, Jean-Paul Roynette                               | Sud-Gare                                      | 2002     |
| 10 | Clémenceau             | 11                   | Podziemna głęboka | Jean-Pierre Chouzenoux, Yvan Roginski                           | Sud-Gare                                      | 2002     |
| 11 | Henri Fréville         | 12                   | Podziemna płytka  | Dominique Brard, Olivier Le Bras, Marc Quelen, Patrice Robaglia | Le Blosne                                     | 2002     |
| 12 | Italie                 | 13                   | Podziemna płytka  | Bernard Kohn, Atelier du Canal                                  | Le Blosne                                     | 2002     |
| 13 | Triangle               | 14                   | Podziemna płytka  | Bernard Kohn, Atelier du Canal                                  | Le Blosne                                     | 2002     |
| 14 | Le Blosne              | 15                   | Podziemna płytka  | Isabelle Geslin                                                 | Le Blosne                                     | 2002     |
| 15 | La Poterie             | 17                   | Wiadukt           | Norman Foster                                                   | Francisco-Ferrer – Vern – Poterie             | 2002     |

### Linia b
| #  | Nazwa                        | Czas przejazdu (min) | Typ stacji        | Projektant                                        | Miejscowość/dzielnica                           | Otwarcie |
| -- | ---------------------------- | -------------------- | ----------------- | ------------------------------------------------- | ----------------------------------------------- | -------- |
| 1  | Saint-Jacques – Gaîté        | 0                    | Podziemna płytka  | Laurent Gouyou-Beauchamps, Fabien Pedelaborde     | Saint-Jacques-de-la-Lande                       | 2022     |
| 2  | La Courrouze                 | 1                    | Podziemna płytka  | Laurent Gouyou-Beauchamps, Fabien Pedelaborde     | Saint-Jacques-de-la-Lande                       | 2022     |
| 3  | Cleunay                      | 3                    | Podziemna głęboka | Susan Dunne, Berranger & Vincent                  | Cleunay – Arsenal-Redon                         | 2022     |
| 4  | Mabilais                     | 5                    | Podziemna głęboka | Zündel Cristea, Architram                         | Cleunay – Arsenal-Redon                         | 2022     |
| 5  | Colombier                    | 7                    | Podziemna głęboka | Zündel Cristea, Architram                         | Centre                                          | 2022     |
| 6  | Gares                        | 8                    | Podziemna głęboka | Zündel Cristea, Architram                         | Thabor – Saint-Hélier – Alphonse Guérin         | 2022     |
| 7  | Saint-Germain                | 10                   | Podziemna głęboka | Zündel Cristea, Architram                         | Centre                                          | 2022     |
| 8  | Sainte-Anne                  | 11                   | Podziemna głęboka | Canal Architecture, Thierry Roty, 8'18'', Beterem | Centre                                          | 2022     |
| 9  | Jules Ferry                  | 13                   | Podziemna głęboka | Susan Dunne, Berranger & Vincent                  | Thabor – Saint-Hélier – Alphonse Guérin         | 2022     |
| 10 | Gros-Chêne                   | 14                   | Podziemna głęboka | Susan Dunne, Berranger & Vincent                  | Maurepas – Patton                               | 2022     |
| 11 | Les Gayeulles                | 15                   | Podziemna głęboka | Atelier Schall                                    | Maurepas – Patton                               | 2022     |
| 12 | Joliot-Curie – Chateaubriand | 17                   | Podziemna płytka  | Laurent Gouyou-Beauchamps, Fabien Pedelaborde     | Jeanne d'Arc – Longs-Champs – Atalante Beaulieu | 2022     |
| 13 | Beaulieu – Université        | 19                   | Wiadukt           | Anthracite Architecture, AMA                      | Jeanne d'Arc – Longs-Champs – Atalante Beaulieu | 2022     |
| 14 | Atalante                     | 20                   | Wiadukt           | Ludovic Alexandre, AMA                            | Cesson-Sévigné                                  | 2022     |
| 15 | Cesson – Viasilva            | 22                   | Wiadukt           | Anthracite Architecture                           | Cesson-Sévigné                                  | 2022     |